# Castilleja aurea
Castilleja aurea är en snyltrotsväxtart som beskrevs av Robinson och Greenm.. Castilleja aurea ingår i släktet målarborstar, och familjen snyltrotsväxter. Inga underarter finns listade i Catalogue of Life.